# Despertar nacional estonio
El despertar nacional estonio (en estonio: Ärkamisaeg), a veces llamado el Renacimiento estonio, fue un período histórico en el que los estonios se reconocieron como una nación que merecía el derecho a gobernarse a sí mismos. Se considera que este período comenzó en la década de 1850, con la concesión de mayores derechos a la ciudadanía, y finalizó con la declaración de la República de Estonia en 1918. El término también se aplica en ocasiones al período comprendido entre 1987 y 1988.

## Historia

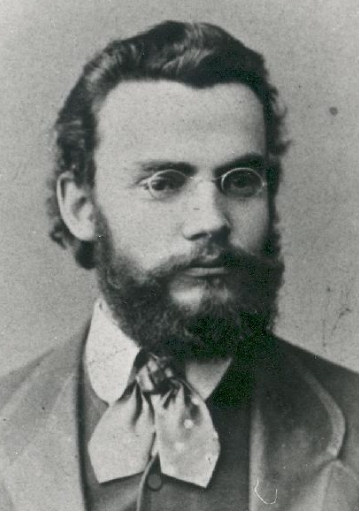
Carl Robert Jakobson

Aunque la conciencia nacional estonia se extendió durante el siglo XIX, cierto grado de conciencia étnica en la clase media culta precedió a este desarrollo. Para el siglo XVIII, la autodenominación eestlane (estonio), junto con el antiguo nombre maarahvas (gente del campo), se extendió entre los estonios en las entonces gobernaciones de Estonia y Livonia del Imperio ruso.  La Biblia fue traducida al estonio en 1739, y el número de libros y folletos publicados en estonio aumentó de 18 en la década de 1750 a 54 en la de 1790. A finales del siglo XVIII, más de la mitad de la población masculina adulta rural del país sabía leer, y la tasa de alfabetización en las zonas urbanas ya era significativamente mayor. Los primeros intelectuales con formación universitaria que se identificaron como estonios, entre ellos Friedrich Robert Faehlmann (1798-1850), Kristjan Jaak Peterson (1801-1822) y Friedrich Reinhold Kreutzwald (1803-1882), alcanzaron prominencia en la década de 1820. 
La élite gobernante se había mantenido predominantemente alemana en lengua y cultura desde la conquista de principios del siglo XIII. Garlieb Merkel (1769-1850), un alemán báltico estofófilo, fue el primer autor en tratar a los estonios explícitamente como una nacionalidad igual a las demás, convirtiéndose en una fuente de inspiración para el movimiento nacional estonio, inspirado en el mundo cultural alemán báltico anterior a mediados del siglo XIX. Sin embargo, a mediados de siglo, los estonios, con líderes como Carl Robert Jakobson (1841-1882), Jakob Hurt (1839-1907) y Johann Voldemar Jannsen (1819-1890), se volvieron más ambiciosos en sus reivindicaciones políticas y comenzaron a inclinarse por los finlandeses como modelo exitoso de movimiento nacional y, en cierta medida, por el vecino movimiento nacional de los Jóvenes Letones. Entre sus logros más significativos se encuentran la publicación de la epopeya nacional, Kalevipoeg, en 1862, y la organización del primer festival nacional de la canción en 1869. A finales de la década de 1860, los estonios se mostraron reacios a reconciliarse con la hegemonía cultural y política alemana. Antes de los intentos de rusificación de las décadas de 1880 y 1890, su visión de la Rusia imperial seguía siendo positiva.

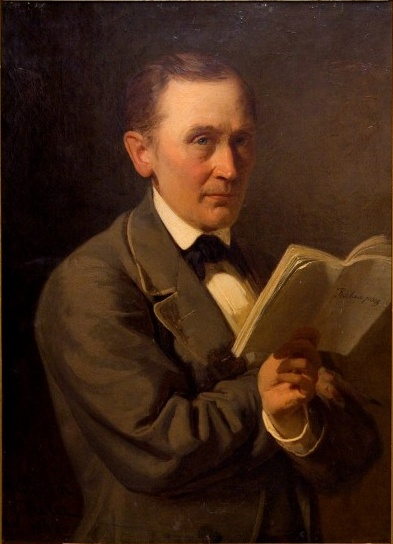
Friedrich Reinhold Kreutzwald lee el manuscrito de Kalevipoeg. Cuadro de Johann Köler.

En 1881, diecisiete sociedades estonias, en un memorando inspirado por Carl Robert Jakobson, solicitaron al emperador Alejandro III de Rusia la introducción de las instituciones zemstvo (que ya existían en la mayor parte del Imperio), con representación equitativa para estonios y alemanes bálticos, y la unificación administrativa de las zonas étnicamente estonias. Postimees, el primer diario estonio, comenzó a publicarse en 1891. Según el censo de 1897, los estonios tenían la segunda tasa de alfabetización más alta del Imperio ruso, después de los finlandeses en el Gran Ducado de Finlandia (el 96,1 % de la población estoniohablante de las provincias bálticas de 10 años o más, con una proporción prácticamente igual entre hombres y mujeres).  Las ciudades se estonicizaron rápidamente, y en 1897 los estonios étnicos representaban dos tercios de la población urbana total de Estonia.
En respuesta al período de rusificación iniciado por el Imperio ruso en la década de 1880, el nacionalismo estonio adquirió tintes aún más políticos, con intelectuales que reclamaban una mayor autonomía. Con la Revolución rusa de 1905, los estonios reclamaron libertad de prensa y de reunión, sufragio universal y autonomía nacional. Los avances estonios fueron mínimos, pero la tensa estabilidad que prevaleció entre 1905 y 1917 les permitió avanzar en su aspiración a la autodeterminación. 
Tras la Revolución de Febrero de 1917, las tierras estonias se unieron por primera vez en una sola unidad administrativa: la gobernación autónoma de Estonia. Al mismo tiempo, surgió la cuestión de revisar los límites administrativos; antes el término Estonia se refería a la gobernación homónima (norte de Estonia), pero ahora los políticos estonios comenzaron a incluir en este concepto también los condados de la gobernación de Livonia poblados por estonios (sur de Estonia), la ciudad de Narva en la gobernación de San Petersburgo y luego el territorio habitado por el pueblo seto en la gobernación de Pskov. Así se formó la idea de Estonia como un territorio habitado por estonios étnicosTras la toma del poder por los bolcheviques en Rusia en 1917 y la posterior y exitosa invasión alemana a la Rusia soviética, Estonia se declaró nación independiente el 24 de febrero de 1918.
Durante la guerra de independencia de Estonia, que comenzó tras la retirada de las unidades alemanas bajo el armisticio del 11 de noviembre de 1918 y duró hasta enero de 1920, las tropas estonias bajo el mando de Johan Laidoner, con el apoyo de los aliados, resistieron con éxito al Ejército Rojo y a las unidades del Baltische Landeswehr. El 2 de febrero de 1920 se firmó un tratado de paz entre la Unión Soviética y la República de Estonia, por el que ambas partes se reconocieron oficialmente. Este fue el primer tratado internacional para ambos estados. La condición de Estado conseguida a principios del siglo XX fue el resultado de un período de despertar y el punto más alto en el desarrollo del movimiento nacional estonio. Como escribió el historiador y político Mart Laar, “el pueblo campesino… se transformó en una nación europea moderna y socialmente diferenciada”.